# Stora Sundsjön, Östergötland
Stora Sundsjön är en sjö i Ydre kommun i Östergötland och ingår i Motala ströms huvudavrinningsområde. Sjön är 9 meter djup, har en yta på 1,78 kvadratkilometer och befinner sig 176,1 meter över havet.

## Delavrinningsområde
Stora Sundsjön ingår i det delavrinningsområde (641590-146709) som SMHI kallar för Utloppet av Stora Sundsjön. Medelhöjden är 201 meter över havet och ytan är 10,99 kvadratkilometer. Det finns inga avrinningsområden uppströms utan avrinningsområdet är högsta punkten. Vattendraget som avvattnar avrinningsområdet har biflödesordning 4, vilket innebär att vattnet flödar genom totalt 4 vattendrag innan det når havet efter 188 kilometer. Avrinningsområdet består mestadels av skog (63 procent) och jordbruk (16 procent). Avrinningsområdet har 1,78 kvadratkilometer vattenytor vilket ger det en sjöprocent på 16,2 procent.